# Сердио, Абель
Абель Сердио (исп. Abel Serdio Guntín; род. 1994, Авилес, Астурия) — испанский гандболист, выступает за гандбольный клуб «Висла» и сборную Испании по гандболу. Серебряный призёр летних Олимпийских игр 2024 года, бронзовый призёр чемпионата мира 2023 года.

## Карьера

### Клубная
Сердио играл в лиге Асобал в составе «Gijón Jovellanos» до 2016 года. Оттуда Абель перешёл в «Атлетико Вальядолид». С лета 2018 года выступал за «Барселону», с которой стал чемпионом Испании в сезонах 2018/2019 и 2019/2020 годов.
В июне 2020 года перебрался в Польшу в клуб «Висла Плоцк», с которым выиграл Кубок Польши в 2022, 2023 и 2024 годах, а также чемпионат в 2024 году.
Участвовал в европейских клубных соревнованиях с командами из Барселоны и Плоцка.

### Международная карьера в сборной
В составе первой сборной Испании Фернандес дебютировал 24 октября 2018 года в матче против Швеции.
В январе 2023 года впервые принял участие в чемпионате мира, который состоялся в Польше и Швеции. На том турнире стал бронзовым медалистом.
В августе 2024 года был включён в состав Испании на Олимпийский турнир по гандболу. Сборная Испании в матче за третье место одержала победу над Словенией 23:22, а игроки сборной завершили турнир с бронзовыми медалями Олимпиады.